# Conservadurismo One-nation

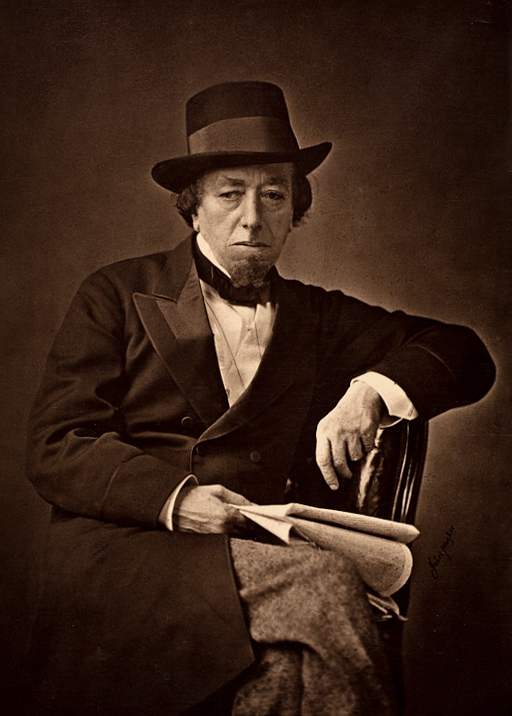
Benjamin Disraeli, propulsor del conservadurismo One-Nation

El conservadurismo One-nation (también denominado democracia Tory) es una forma de conservadurismo político que considera a la sociedad como orgánica y valora el paternalismo y el pragmatismo. La frase "One-nation Tory" es original de Benjamin Disraeli (1804-1881), quien fue el líder de los Conservadores británicos y fue nombrado primer ministro Conservador en febrero de 1868. Disraeli lo creó para atraer a la clase trabajadora como una solución al aumento de las divisiones sociales. Como filosofía política, el conservadurismo one-nation refleja la creencia que las sociedades existen y se desarrollan de manera orgánica, y que los miembros de ellas poseen obligaciones para con los otros. Da un énfasis especial a la obligación paternalista de las clases superiores hacia las clases populares.
La ideología tuvo un rol central durante los gobiernos de Disraeli, durante los cuales se aprobaron numerosas reformas sociales. Hacia fines del siglo XIX, el partido se alejó del paternalismo en favor del capitalismo de libre mercado, pero el temor al extremismo durante el periodo entre guerras causó el renacer del conservadurismo one-nation. La filosofía continuo siendo apoyada por el partido durante todo el consenso posterior a la guerra hasta el surgimiento de la Nueva Derecha, que atribuyó los problemas sociales y económicos del país al conservadurismo one-nation. David Cameron, líder del Partido Conservador, mencionó a Disraeli como su conservador favorito y algunos analistas y miembros del parlamento han sugerido que la ideología de Cameron contiene una cuota de one-nationismo. En su discurso de conferencia del 2012, Ed Miliband, líder del Partido Laborista, buscó adueñarse de la frase y aplicarla al Laborismo. Desde entonces ha sido utilizado por el Partido Laborista.